# Liebster Gott, wenn werd ich sterben?, BWV 8
Liebster Gott, wenn werd ich sterben?, BWV 8 (Amadísimo Dios: ¿cuándo moriré?) es una cantata de iglesia escrita por Johann Sebastian Bach en Leipzig para el decimosexto domingo después de la Trinidad y estrenada el 24 de septiembre de 1724.

## Historia
Bach compuso esta obra durante su segundo año como Thomaskantor en Leipzig para el decimosexto domingo después de la Trinidad. Fue la decimoquinta de su segundo ciclo anual de cantatas corales, que había empezado con O Ewigkeit, du Donnerwort, BWV 20 para el primer domingo después de la Trinidad de 1724. La cantata fue interpretada por primera vez el 24 de septiembre de 1724.

## Análisis

### Texto
Las lecturas establecidas para ese día eran de la epístola a los efesios, la oración para el fortalecimiento de la fe en la congregación de Éfeso (Efesios 3:13-21), y del evangelio según San Lucas, la resurrección del hijo de la viuda de Naín (Lucas 7:11-17).

### Instrumentación
La obra está escrita para cuatro solistas vocales (soprano, alto, tenor y bajo) y un coro a cuatro voces; trompa, dos flautas, dos oboes d'amore, dos violines, viola y bajo continuo.

### Estructura
Consta de seis movimientos, en mi mayor salvo que se indique otra cosa:
1. Coro: Liebster Gott, wenn werd ich sterben?
2. Aria (tenor): Was willst du dich, mein Geist, entsetzen
3. Recitativo (alto): Zwar fühlt mein schwaches Herz
4. Aria (bajo): Doch weichet, ihr tollen, vergeblichen Sorgen!
5. Recitativo (soprano): Behalte nur, o Welt, das Meine!
6. Coral: Herrscher über Tod und Leben

El coro inicial es un arreglo coral de la melodía. Las voces de contralto, tenor y bajo cantan contrapunto libre, mientras que las sopranos cantan el coral sin adornos en notas largas. Philipp Spitta describió el sonido de este movimiento como un "patio de iglesia lleno de flores en primavera". El arreglo tiene un sonido "popular" debido a la utilización del compás de 12/8 y la naturaleza única de las figuras de acompañamiento: arpegios pulsados, tonos de campana y patrones "sinuosos" o "perezosos". El aria de tenor se caracteriza por continuos tonos acampanados, pizzicato de cuerda en el acompañamiento y un dúo con el oboe en la línea vocal. El siguiente recitativo de contralto "hace surgir un poco del terror a la muerte", en contraste con la "asombrosamente alegre" aria en tempo de jig que le sigue. El recitativo de soprano conduce a un arreglo coral "de marcha" que cierra la cantata.

## Otra versión
Asimismo se ha conservado una versión alternativa de la cantata en re mayor, que se cree que data de 1746-47. Se implementaron varias modificaciones menores en la instrumentación. Así, por ejemplo, en el primer movimiento las dos partes de oboe son asignadas a los violines concertantes. Por su parte, en el aria de bajo el oboe d'amore es empleado colla parte con la flauta. 
Ambas versiones han sido registradas en disco. El aria por Ton Koopman con Klaus Mertens como bajo solista y la Amsterdam Baroque Orchestra, mientras que el coro fue grabado por el alumno de Koopman, Masaaki Suzuki junto con el Bach Collegium Japan, además de la cantata completa en mi mayor.

## Discografía selecta
De esta pieza se han realizado una serie de grabaciones entre las que destacan las siguientes.
- 1959 – Bach Cantatas Vol. 4. Karl Richter, Münchener Bach-Chor, Münchener Bach-Orchester (Archiv Produktion)
- 1971 – J.S. Bach: Das Kantatenwerk Vol. 2 . Gustav Leonhardt, King's College Choir, Leonhardt-Consort (Teldec)
- 1979 – Die Bach Kantate Vol. 51 BWV 99, 8, 27, 48. Helmuth Rilling, Gächinger Kantorei, Bach-Collegium Stuttgart (Hänssler)
- 1988 – J.S. Bach: 6 Favourite Cantatas. BWV 147, 80, 140, 8, 51 & 78. Joshua Rifkin, The Bach Ensemble (Decca, L'Oiseau-lyre)
- 1998 – J.S. Bach: "Mit Fried und Freud" BWV 8, 125, 138. Philippe Herreweghe, Collegium Vocale Gent (Harmonia Mundi France)
- 2000 – Bach Cantatas Vol. 8. John Eliot Gardiner, Monteverdi Choir, English Baroque Soloists (Soli Deo Gloria)
- 2000 – J.S. Bach: Complete Cantatas Vol. 12. Ton Koopman, Amsterdam Baroque Orchestra & Choir (Antoine Marchand)
- 2004 – J.S. Bach: Cantatas Vol. 24 BWV 8, 33, 113. Masaaki Suzuki, Bach Collegium Japan (BIS)